# Songs of Europe
Il Songs of Europe è stato un evento musicale televisivo svoltosi nella città di Mysen, in Norvegia il 22 agosto 1981 per commemorare il 25º anniversario della nascita dell'Eurovision Song Contest.
Il programma, ideato dall'Unione europea di radiodiffusione (UER), è stato prodotto dall'emittente norvegese Norsk rikskringkasting (NRK), ed è stato trasmesso in Eurovisione oltre che su svariati canali principali e secondari delle emittenti nazionali dell'UER.

## Organizzazione

### Sede
Il concerto è andato in onda dal vivo nella località di Mysen, nella contea di Østfold. Questo è stato il primo evento dell'Eurovisione che venne ospitato in Norvegia. Nel corso degli anni a seguire, nel paese scandinavo si sono tenuti anche l'Eurovision Song Contest 1989, 1996 e 2010, oltre al Junior Eurovision Song Contest 2004.

### Presentatori
I presentatori dell'evento sono stati: Rolf Kirkvaag, giornalista e personaggio televisivo norvegese e Titten Tei, un burattino mascotte dell'emittente nazionale comandato dall'attrice ventriloqua Birgit Strøm. Mentre il conduttore d'orchestra Sigurd Jansen, ha accompagnato gli artisti durante le varie esibizioni proposte.

### Show
Al concerto sono stati invitati a partecipare tutti i vincitori dell'Eurovision Song Contest dall'edizione del 1956 all'edizione del 1981, dove si sono esibiti con i brani con cui hanno vinto la manifestazione. Tra un'esibizione e l'altra, inoltre, sono stati proiettati su uno schermo dei video montaggi dove sono stati presentatati il momento dell'incoronazione dei vari vincitori.

## Partecipanti
I brani sono stati eseguiti e mostrati in video, secondo l'ordine cronologico dei vincitori della manifestazione dalla prima edizione del 1956 fino all'edizione del 1981 inclusa; sebbene il 1981 è stata la ventiseiesima edizione, si tenne alcuni mesi prima del concerto e quindi furono inclusi anche i vincitori di quest'edizione. Alcuni spezzoni di esibizioni precedenti dell'ESC si sono mescolati allo spettacolo.
Alla fine al concerto hanno preso parte 21 dei 29 vincitori dell'epoca (tra cui tre dei quattro vincitori dell'edizione del 1969), dove hanno eseguito i loro brani vincenti dal vivo (anche se l'irlandese Dana si è esibita in playback).
I restanti otto vincitori, contrassegnati in rosa, sono stati mostrati in spezzoni delle loro esibizioni nelle rispettive edizioni dell'Eurovision Song Contest, ove disponibili.
| Ordine d'entrata | Anno | Paese                | Lingua   | Artista/Gruppo          | Canzone                       |
| ---------------- | ---- | -------------------- | -------- | ----------------------- | ----------------------------- |
| 01               | 1956 | Svizzera             | Francese | Lys Assia               | Refrain                       |
| 02               | 1957 | Paesi Bassi          | Olandese | Corry Brokken           | Net als toen                  |
| 03               | 1958 | Francia              | Francese | André Claveau           | Dors, mon amour               |
| 04               | 1959 | Paesi Bassi          | Olandese | Teddy Scholten1         | Een beetje                    |
| 05               | 1960 | Francia              | Francese | Jacqueline Boyer        | Tom Pillibi                   |
| 06               | 1961 | Lussemburgo          | Francese | Jean-Claude Pascal      | Nous les amoureux             |
| 07               | 1962 | Francia              | Francese | Isabelle Aubret         | Un premier amour              |
| 08               | 1963 | Danimarca            | Danese   | Grethe & Jørgen Ingmann | Dansevise                     |
| 09               | 1964 | Italia               | Italiano | Gigliola Cinquetti      | Non ho l'età (per amarti)     |
| 10               | 1965 | Lussemburgo          | Francese | France Gall             | Poupée de cire, poupée de son |
| 11               | 1966 | Austria              | Tedesco2 | Udo Jürgens             | Merci, Chérie                 |
| 12               | 1967 | Regno Unito          | Inglese  | Sandie Shaw             | Puppet on a String            |
| 13               | 1968 | Spagna               | Spagnolo | Massiel                 | La, la, la                    |
| 14               | 1969 | Francia              | Francese | Frida Boccara           | Un jour, un enfant            |
| 15               | 1969 | Paesi Bassi          | Olandese | Lenny Kuhr              | De troubadour                 |
| 16               | 1969 | Spagna               | Spagnolo | Salomé                  | Vivo cantando                 |
| 17               | 1969 | Regno Unito          | Inglese  | Lulu                    | Boom Bang-a-Bang              |
| 18               | 1970 | Irlanda              | Inglese  | Dana                    | All Kinds of Everything       |
| 19               | 1971 | Principato di Monaco | Francese | Séverine                | Un banc, un arbre, une rue    |
| 20               | 1972 | Lussemburgo          | Francese | Vicky Léandros          | Après toi                     |
| 21               | 1973 | Lussemburgo          | Francese | Anne-Marie David        | Tu te reconnaîtras            |
| 22               | 1974 | Svezia               | Inglese  | ABBA                    | Waterloo                      |
| 23               | 1975 | Paesi Bassi          | Inglese  | Teach-In3               | Ding-a-dong                   |
| 24               | 1976 | Regno Unito          | Inglese  | Brotherhood of Man      | Save Your Kisses for Me       |
| 25               | 1977 | Francia              | Francese | Marie Myriam            | L'oiseau et l'enfant          |
| 26               | 1978 | Israele              | Ebraico  | Izhar Cohen & Alphabeta | A-Ba-Ni-Bi                    |
| 27               | 1979 | Israele              | Ebraico  | Milk & Honey4           | Hallelujah                    |
| 28               | 1980 | Irlanda              | Inglese  | Johnny Logan            | What's Another Year           |
| 29               | 1981 | Regno Unito          | Inglese  | Bucks Fizz              | Making Your Mind Up           |

## Trasmissione internazionale
| Data di trasmissione  | Paese           | Emittente          | Stazione       | Commentatori          |
| --------------------- | --------------- | ------------------ | -------------- | --------------------- |
| 22 agosto 1981        | Danimarca       | DR                 | DR TV          | TBD                   |
| 22 agosto 1981        | Francia         | France Télévisions | Antenne 2      | Nessuno               |
| 22 agosto 1981        | Irlanda         | RTÉ                | RTÉ            | Nessuno               |
| 22 agosto 1981        | Messico         | Las Estrellas      | Las Estrellas  | Nessuno               |
| 22 agosto 1981        | Norvegia        | NRK                | NRK Fjernsynet | Knut Aunbu            |
| 25 settembre 1981     | Regno Unito     | BBC                | BBC Two        | Terry Wogan           |
| 26 dicembre 1981      | Regno Unito     | BBC                | BBC Radio 2    | Len Jackson           |
| Sconosciuta           | Austria         | ORF                | FS2            | Nessuno               |
| Sconosciuta           | Belgio          | BRT                | BRT1           | Nessuno               |
| Sconosciuta           | Cipro           | CyBC               | RIK 1          | Nessuno               |
| Sconosciuta           | Egitto          | ERTU               | Channel 1      | Nessuno               |
| Sconosciuta           | El Salvador     | TCS                | Canal 2        | Nessuno               |
| Sconosciuta           | Finlandia       | Yle                | Yle TV1        | Nessuno               |
| Sconosciuta           | Germania        | ARD                | Das Erste      | TBD                   |
| Sconosciuta           | Giordania       | JRTV               | JTV 2          | Nessuno               |
| Sconosciuta           | Grecia          | ERT                | ERT1           | Nessuno               |
| Sconosciuta           | Islanda         | RÚV                | RÚV1           | Nessuno               |
| Sconosciuta           | Paesi Bassi     | NPO                | NPO 1          | Nessuno               |
| Sconosciuta           | Perù            | ATV                | ATV            | Nessuno               |
| Sconosciuta           | Portogallo      | RTP                | RTP1           | Nessuno               |
| Sconosciuta           | Rep. Dominicana | CERTV              | RTD            | Nessuno               |
| Sconosciuta           | Spagna          | RTVE               | La 1           | Nessuno               |
| Sconosciuta           | Svezia          | SVT                | TV2            | Arne Weise            |
| Sconosciuta           | Venezuela       | VTV                | VTV            | Nessuno               |
| Trasmissioni ritirate | Hong Kong       | RTHK               | RTHK           | Trasmissioni ritirate |
| Trasmissioni ritirate | Israele         | IBA                | Channel 1      | Trasmissioni ritirate |